# Acerentulus
Acerentulus är ett släkte av urinsekter som beskrevs av Berlese. Acerentulus ingår i familjen lönntrevfotingar.

## Dottertaxa tillAcerentulus, i alfabetisk ordning[1][2]
- Acerentulus alni
- Acerentulus alpinus
- Acerentulus americanus
- Acerentulus apuliacus
- Acerentulus aubertoti
- Acerentulus berruezanus
- Acerentulus carpaticus
- Acerentulus cassagnaui
- Acerentulus catalanus
- Acerentulus christensoni
- Acerentulus collaris
- Acerentulus condei
- Acerentulus confinis
- Acerentulus correzeanus
- Acerentulus cunhai
- Acerentulus exiguus
- Acerentulus gerezianus
- Acerentulus gigas
- Acerentulus gisini
- Acerentulus halae
- Acerentulus insignis
- Acerentulus keikoae
- Acerentulus kermadecensis
- Acerentulus kisonis
- Acerentulus ladeiroi
- Acerentulus nemoralis
- Acerentulus occultus
- Acerentulus ochsenchausenus
- Acerentulus omoi
- Acerentulus palissai
- Acerentulus proximus
- Acerentulus rafalskii
- Acerentulus rapoporti
- Acerentulus ruseki
- Acerentulus seabrai
- Acerentulus setosus
- Acerentulus sexpinatus
- Acerentulus shensiensis
- Acerentulus silvanus
- Acerentulus sinensis
- Acerentulus terricola
- Acerentulus tolosanus
- Acerentulus traegardhi
- Acerentulus tuxeni
- Acerentulus xerophilus